# Derby Carrillo
Derby Rafael Carrillo Berduo (La Mirada, 19 settembre 1987) è un calciatore salvadoregno, portiere del Santa Tecla.